# Романо, Либорио
Либорио Романо (итал. Liborio Romano; 27 октября 1794, Пату — 17 июля 1867, Пату) — итальянский политический деятель.

## Биография
Занимался адвокатурой; во время революции 1820 года примкнул к либеральной партии и получил от конституционного правительства поручение организовать в провинции Лечче национальную оборону от нашествия австрийцев, за что подвергся преследованиям во время реставрации и просидел несколько месяцев в тюрьме. В 1848 году Романо также принял участие в политических движениях и после победы реакции был заключён в тюрьму, где провёл два года, а затем был изгнан из королевства и некоторое время жил во Франции. Выхлопотав себе разрешение вернуться в Неаполь, под условием подчиниться существующим законам, Романо сумел приобрести доверие правительства и в то же время оставался в тайных сношениях с конституционалистами и мадзинистами. В 1860 году, при введении конституции, он был назначен префектом полиции, затем министром внутренних дел; организовал национальную гвардию и изгнал из страны приверженцев абсолютизма, в том числе графа Аквилу. Когда Гарибальди высадился в Калабрии, Романо посоветовал королю покинуть Неаполь без всякого сопротивления. Через несколько дней, по поручению Гарибальди, он организовал умеренное правительство, но вскоре вышел в отставку. В итальянской палате депутатов Романо примкнул к левому центру, но не играл выдающейся роли.

### Происхождение и обучение
Старший сын знатной и древней семьи, он учился сначала в Лечче, а затем, совсем молодым, получил юридическое образование в Неаполе и сразу же получил кафедру гражданского и коммерческого права в Неаполитанском университете . Вскоре он занялся политикой, посещал оппозиционный круги и был членом масонства .
В 1820 году он принял участие в восстаниях, за что был отстранен от преподавания, и на короткое время заключен в тюрьму, а затем отправлен в заключение, а затем в ссылку за границу. В 1848 году он вернулся в Неаполь и участвовал в событиях, которые привели к принятию конституции королем Фербинандом II Бурбонским . Но 15 мая 1848 года, после пролитой в Неаполе крови либеральных движений, Романо снова был заключен в тюрьму. Вскоре он просил министра полиции заменить приговор. Его просьба была принята. Поэтому Романо должен был находится в ссылке и проживать во Франции, в Монпельеа с 4 февраля 1852 года по 25 июня 1854 года.

### Политическая деятельность
Либорио Романо был назначен королем Франческо II префектом полиции. 14 июля того же года Романо стал министром внутренних дел и директором полиции. На этом сложном этапе, когда южная армия начала подниматься на полуостров, Романо начал тайные контакты с Камилло Бенсо, графом Кавурским и Джузеппе Гарибальди, чтобы стимулировать переход Юга от Бурбонов к Савойям. Контакт с Кавуром произошел через сардинского посла и адмирала Персано. Это был сам Либорио Романо, который заставил короля Бурбона Франческо II покинуть Неаполь без сопротивления, чтобы избежать беспорядков и гибели людей. На следующий день, 7 сентября 1860 года, он отправился на встречу с Джузеппе Гарибальди, который прибыл в Неаполь почти без сопровождения, прямо на поезде. Франциск II в своем заявлении, выпущенном Гаэтой 8 декабря 1860 года, сказал: «Предатели, оплаченные врагом, сидели рядом с верующими в моем совете» и Либорио Романо, в то время присутствовал на этом совете, он также занимал важные должности.